# Eurytela
Eurytela là một chi bướm trong họ Nymphalidae được tìm thấy ở Châu Phi.

## Các loài
xếp theo alphabet.
- Eurytela alinda Mabille.1893
- Eurytela dryope (Cramer, [1775])
- Eurytela hiarbas (Drury, 1770)
- Eurytela narinda Ward, 1872